# MTV Fürth
MTV Fürth was een Duitse omnisportclub uit de Beierse stad Fürth. De club was actief in aikido, krachtsport, fitness, voetbal, handbal, kegelen, ju-jutsu, kickboksen, taekwondo, sambo en turnen. De club concentreerde zich op jeugdwerking, meer dan 60% van de leden was jonger als 20 jaar.
De club werd in 1892 opgericht en fuseerde in 2010 met TV Stadeln tot MTV Stadeln.

## Voetbal
De voetbalafdeling van de club was in de beginjaren vrij succesvol. MTV was bij de Zuid-Duitse voetbalbond aangesloten en speelde een aantal jaar in de hoogste klasse. In 1975/76 kwalificeerde de club zich voor de eerste ronde van de DFB-Pokal en verloor thuis met 2:10 van MSV Duisburg.